# David Jirka
David Jirka (Jindřichův Hradec, 4 gennaio 1982) è un canottiere ceco.

## Palmarès

### Olimpiadi
- 1 medaglia:
  - 1 bronzo (Pechino 2008 nel 4 di coppia)

### Mondiali
- 1 medaglia:
  - 1 argento (Milano 2003 nel 4 di coppia)

### Europei
- 1 medaglia:
  - 1 bronzo (Varese 2012 nel M8)